# 羅祖米夫卡 (卡爾利夫卡區)
49°20′48″N 35°2′21″E / 49.34667°N 35.03917°E
羅祖米夫卡（烏克蘭語：Розумівка），是烏克蘭中部的村莊，隸屬波爾塔瓦州的波爾塔瓦區。該村處於蘇哈利皮揚卡河畔，距離阿布拉米夫卡1.5公里，海拔高度131米，2001年人口362。